# Anton van der Waals

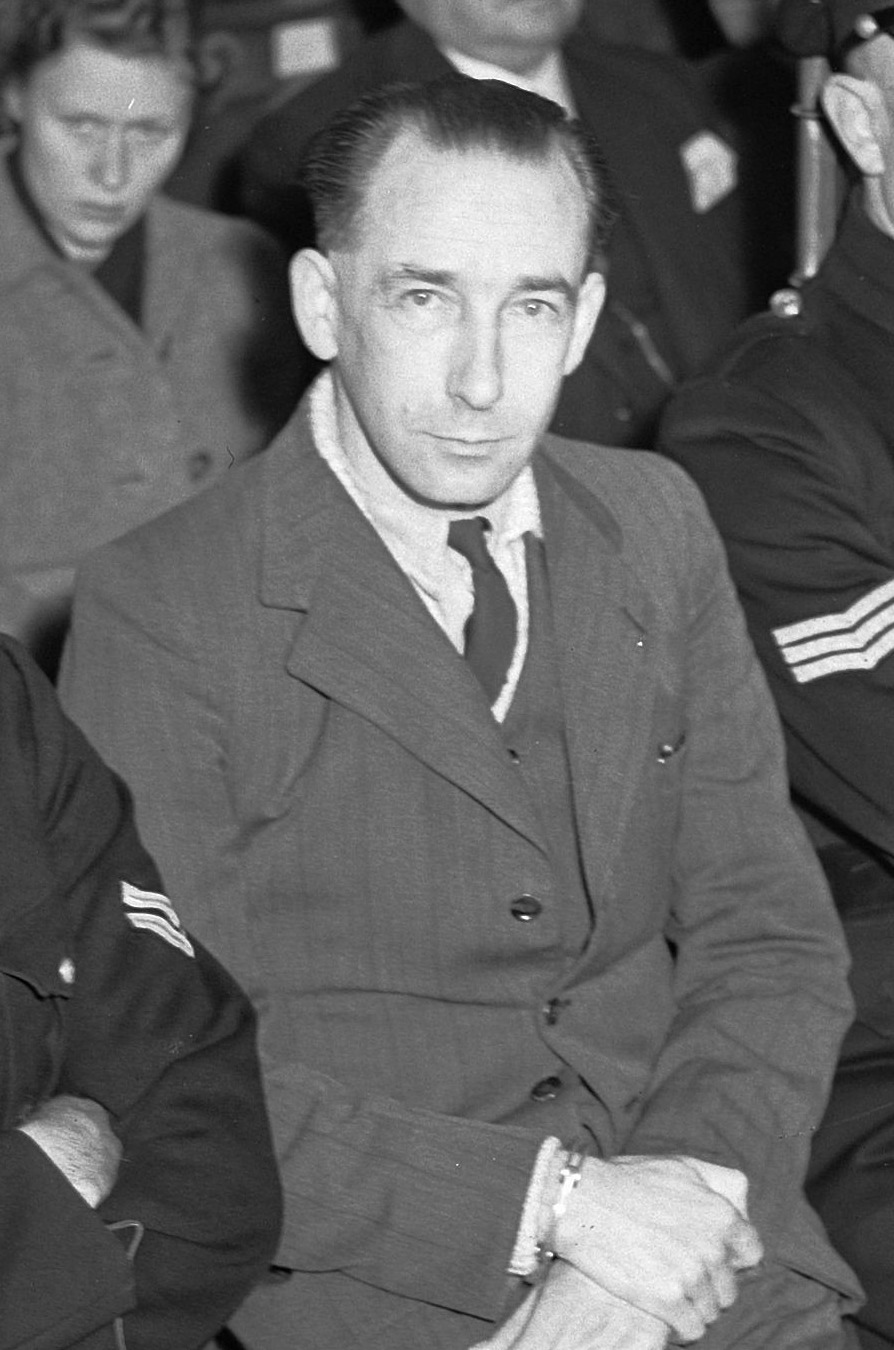
Anton van der Waals (1948)

Antonius „Anton“ van der Waals (* 11. Oktober 1912 in Rotterdam; † 26. Januar 1950 in Scheveningen) war ein niederländischer Spion, der zur Zeit des Zweiten Weltkriegs für den deutschen Sicherheitsdienst (SD) tätig war. Wegen seiner Tätigkeit als Agent und Informant, die Dutzende niederländischer Agenten das Leben kostete, gilt van der Waals vielen Niederländern als einer der schlimmsten Verräter während des Krieges.

## Biografie

### Frühe Jahre
Van der Waals wurde 1912 in Rotterdam als fünftes Kind von Gerardus van der Waals und dessen Frau Adriana Wouterina Cranendonk geboren, der Vater war Besitzer eines Betriebs für Malerarbeiten. Die Familie war reformierten Glaubens. Nach seinem Schulabschluss arbeitete van der Waals zunächst für einige Zeit als Angestellter im Rotterdamer Büro der Firma R.S. Stokvis en Zonen, bevor er im Alter von 19 Jahren eine Karriere im Bereich Elektrotechnik anstrebte. Nach dem Erwerb des entsprechenden Diploms gelang es ihm jedoch nicht, eine dauerhafte Arbeitsstelle zu finden. Neben einigen zeitweiligen Anstellungen scheiterte auch der Versuch, ein eigenes Reparaturunternehmen für Radios und Motorräder aufzuziehen, zwischendurch war er auf Arbeitslosenhilfe angewiesen. 1931 besuchte er außerdem für einige Zeit eine technische Handwerksschule in Dordrecht, verließ diese jedoch wieder auf Grund von schlechten Leistungen und finanziellen Schwierigkeiten. Nachdem sich die Gesundheit des Vaters verschlechtert hatte, half der Sohn im elterlichen Betrieb aus.
Im Jahr 1934 wurde van der Waals Mitglied in der faschistischen Vereinigung Nationaal-Socialistische Beweging (NSB), brachte sich dort allerdings nicht aktiv ein. Am 12. Dezember 1934 heiratete er seine erste Frau Francien Goedhart, die Ehe wurde jedoch bereits im Mai 1936 wieder geschieden, da van der Waals seiner Frau die Mitgliedschaft in der NSB verschwiegen hatte. Nur zwei Wochen später ehelichte er Johanna Hendrika Groos, mit der er den gemeinsamen Sohn Gerard zeugte, den er jedoch nie offiziell als seinen Nachkommen anerkannte. Auf Grund dieser Weigerung wurde auch die zweite Ehe nach nur zwei Jahren aufgelöst. Bereits während seiner Ehe mit Groos hatte van der Waals Kontakt zu seiner dritten Ehefrau, Aukje Grietje Harkina Smits, mit der er am 8. November 1939 getraut wurde. Smits ging zunächst davon aus, dass van der Waals lediglich einmal verheiratet gewesen war und dass diese Ehe auch nur zwei Tage Bestand gehabt hatte. Während dieser Zeit war er hauptsächlich als Verkäufer beim Elektrotechnikunternehmen de Hoop in Rotterdam tätig, eine Anstellung, die er der Vorspiegelung falscher Tatsachen bezüglich seiner Qualifikationen verdankte.

### Erste Kontakte zum Untergrund
Im Auftrag seines Arbeitgebers Lodewijk de Hoop arbeitete van der Waals ab Mitte des Jahres 1939 regelmäßig als Elektrotechniker im Hafen von Rotterdam, wo er vor allem an Unterseebooten tätig war und sich Deutsch- und Englischkenntnisse erwarb. Im Sommer 1940, wenige Monate nach Beginn der deutschen Besatzung der Niederlande, kam van der Waals in Kontakt mit dem Rotterdamer Fabrikdirektor Ary van der Meer, dem er eine angeblich von ihm gemachte Erfindung vorstellte: einen Flugzeugantrieb, der ohne Kurbelwelle funktionierte. Ob van der Waals tatsächlich der Urheber dieser Erfindung war, wird jedoch bezweifelt. Wahrscheinlicher fielen ihm die Pläne im Zuge des Chaos in die Hände, das in Rotterdam nach der Bombardierung der Stadt am 14. Mai 1940 herrschte. Bei dem Treffen machte er Andeutungen, dass die Deutschen sich für seine Erfindung interessieren würden, er diese jedoch lieber den Briten zugutekommen lassen würde. Über van der Meer kam er in Kontakt mit dem sich grade formierenden niederländischen Widerstand. Unter diesen Kontakten befand sich der Militärkadet Jan Streef, der am 24. April 1941 ein Treffen von van der Meers Widerstandsgruppe in van der Waals Wohnung organisierte. Wenige Tage nach diesem Treffen verhaftete der SD fünf der sieben Mitglieder der Gruppe.

### Tätigkeit für den SD
Bereits 1940 war es zu einer ersten Kontaktaufnahme van der Waals mit dem SD-Büro in Rotterdam gekommen, dem er Informationen über die Widerstandsmitglieder anbot, zu denen er Kontakt hatte. Noch zeigte sich der SD aber wenig interessiert an seinen Hinweisen. Erst am 30. April 1940 stellte ihn der Leiter der Rotterdamer Außenstelle Joseph Schreieder, dem Leiter der Gegenspionageabteilung des SD in Den Haag vor. Fortan war van der Waals als V-Mann beim niederländischen Widerstand für den SD tätig. Sein erster Auftrag bestand in der Ermittlung des Täters eines Anschlags auf einen deutschen Eisenbahnbeamten in Haarlem. Diesen Mann namens Hans Bierhuijs konnte er zügig ausfindig machen und ihn an den SD ausliefern, wofür er eine Belohnung in Höhe von 5000 Gulden erhielt. Ab diesem Zeitpunkt erhielt er eine monatliche Vergütung für seine Agententätigkeit, die sich zunächst auf 250 und später auf 1100 Gulden belief.
Nach Bierhuijs Festnahme setzte Schreieder van der Waals auf die Widerstandsgruppe an, der dieser angehörte. Die Gruppe mit dem Namen ECH/3 (nach dem von ihr genutzten Funksender) stand unter der Leitung von Johannes Klingen aus Heemstede und war in der Region Kennemerland aktiv. Binnen kurzer Zeit erwarb sich van der Waals Klingens Vertrauen, am 6. Mai 1941 wurden die ersten beiden Mitglieder der Gruppe, Henk Schoenmakker und Willem Zietse nach einem Hinweis van der Waals durch den SD festgenommen. Dabei fielen den Deutschen auch Verschlüsselungscodes für den Funkverkehr des niederländischen Widerstands mit England in die Hände. Die restlichen Mitglieder wurden bis zum 29. Mai 1941 verhaftet und die meisten von ihnen im Oranjehotel genannten Polizeigefängnis in Scheveningen interniert. Klingen und Schoenmakker wurden im darauffolgenden Jahr exekutiert.
Zwischenzeitlich kam innerhalb der Widerstandsgruppe um Ary van der Meer Misstrauen gegenüber van der Waals auf, nachdem ein Großteil der Gruppe verhaftet worden war. Konkret bestätigt wurde der Verdacht, als van der Waals behauptete, ein Mitglied an einem sicheren Ort untergebracht zu haben, von dem die Gruppe bereits wusste, dass der Mann als Gefangener im Oranjehotel festgehalten wurde. Daraufhin plante man die Liquidierung van der Waals, die restlichen Mitglieder der Gruppe wurden jedoch durch den SD verhaftet, bevor sie den Plan umsetzen konnten.
Unter dem Decknamen Anton de Wilde kam van der Waals in Kontakt mit der Widerstandsgruppe des ehemaligen Olympiaathleten Ernst de Jonge. Auch diese Gruppe konnte er erfolgreich infiltrieren, indem er behauptete, gerade erst von der Ausbildung aus England zurückgekehrt zu sein. Um diese Geschichte zu untermauern hatte er unter anderem englische Zigaretten dabei und wusste detailliert vom Alltag in London zu berichten. Wenig später wurden fast alle Mitglieder der Gruppe verhaftet, die Gruppe konnte jedoch nicht vollständig zerschlagen werden und blieb bis zur Befreiung unter dem Namen Groep Kees aktiv.
In Delfzijl wurde van der Waals auf den Reeder Allard Oosterhuis und dessen Widerstandsgruppe ’t Zwaantje angesetzt. Oosterhuis betrieb von Delfzijl aus die sogenannte „schwedische Route“, über die Personen und Informationen aus den besetzten Niederlanden nach England gelangen konnten. Am 23. Juli 1943 zerschlug der SD die Gruppe nach einem Hinweis van der Waals, die „schwedische Route“ brach damit zusammen.
Im Rahmen des sogenannten Englandspiels erwog Schleieder auch, van der Waals zur Ausbildung nach England zu schicken, verwarf den Plan schließlich jedoch als zu riskant. Van der Waals spielte nur eine kleine Rolle in diesem „Spiel“ der deutschen Abwehr, unter anderem war er beim „Empfang“ eines über den Niederlanden mit dem Fallschirm abgesprungenen Agenten beteiligt.

### „Ermordung“ und Einsatz in Schweden
Im Anschluss an den Einsatz gegen ’t Zwaantje streute der SD Mitte 1943 Gerüchte, dass van der Waals ermordet worden sei, da das Misstrauen ihm gegenüber innerhalb des niederländischen Widerstands zugenommen hatte. Im September desselben Jahres schickte man ihn von Delfzijl nach Schweden, wo er die Aufgabe erhielt, Informationen über mögliche illegale Kontakte zwischen Schweden und Niederländern zu sammeln. Dieser Einsatz blieb jedoch weitestgehend erfolglos, sodass er bereits im Oktober 1943 in die Niederlande zurückkehrte. Dort ließ er sich in Loosdrecht unter dem Decknamen Hendrik Jan van Veen nieder. Als van Veen ging er am 28. Juni 1944 auch seine vierte und letzte Ehe mit Cornelia Johanna den Held ein, die vorherige Verbindung mit Aukje Smits war zwischenzeitlich geschieden worden. Auch die Ehe mit den Held war nur von kurzer Dauer und hielt lediglich bis zum 15. Februar 1945.

### Strafprozess
Kurz nach Kriegsende stellte sich van der Waals der kanadischen Militärpolizei, die ihn an die britische Spionageabwehr übergab. Da dort bekannt war, dass er für den SD tätig gewesen war, hielt man ihn für geeignet, im besiegten Deutschland untergetauchte Nationalsozialisten aufzuspüren und die sogenannte „Werwolf-Organisation“ zu infiltrieren. Unter der Führung Louis Einthovens, des Leiters des niederländischen Geheimdienstes Bureau Nationale Veiligheid, führte er verschiedene Aufträge durch und wurde auch in Berlin gegen die Sowjets eingesetzt.
In den Niederlanden wurde Einthoven jedoch durch überlebende Opfer von van der Waals Tätigkeiten unter Druck gesetzt, die auf eine Strafverfolgung drängten. So wurde van der Waals Anfang 1947 als Gefangener an die Niederlande ausgeliefert und schließlich im April 1948 in Den Haag vor Gericht gestellt. Joseph Schreieder wurde in diesem Prozess als Kronzeuge vernommen. In seinem Urteil vom 7. Mai 1948 sprach das Gericht van der Waals schuldig, für die Gefangennahme von mindestens 83 Personen verantwortlich zu sein, von denen 38 umgekommen waren und verhängte die Todesstrafe. Ein anschließend gestelltes Gnadengesuch wurde durch Königin Juliana abgelehnt. Die Hinrichtung wurde schließlich am 26. Januar 1950 auf der Waalsdorpervlakte in Scheveningen vollzogen.